# كرة المناورة: قصة مستضعف حقيقية
كرة المناورة: قصة مستضعف حقيقية (بالإنجليزية: Dodgeball: A True Underdog Story)‏ هو فيلم كوميدي رياضي أمريكي من إخراج روسون مارشال ثيردر وبطولة فينس فون، كريستين تايلور، بن ستيلر، ريب تورن وجاستين لونغ، صدر الفيلم في 18 يونيو 2004.

## روابط خارجية
كرة المناورة: قصة مستضعف حقيقية على موقع IMDb (الإنجليزية)
- كرة المناورة: قصة مستضعف حقيقية على موقع ميتاكريتيك (الإنجليزية)
- كرة المناورة: قصة مستضعف حقيقية على موقع روتن توميتوز (الإنجليزية)
- كرة المناورة: قصة مستضعف حقيقية على موقع نتفليكس (الإنجليزية)
- كرة المناورة: قصة مستضعف حقيقية على موقع قاعدة بيانات الأفلام العربية
- كرة المناورة: قصة مستضعف حقيقية على موقع ألو سيني (الفرنسية)
- كرة المناورة: قصة مستضعف حقيقية على موقع Turner Classic Movies (الإنجليزية)
- كرة المناورة: قصة مستضعف حقيقية على موقع أول موفي (الإنجليزية)
- كرة المناورة: قصة مستضعف حقيقية على موقع بوكس أوفيس موجو (الإنجليزية)
- كرة المناورة: قصة مستضعف حقيقية على موقع فيلمافينيتي (الإسبانية)